# Ранчо-Мираж
Ранчо-Мираж (англ. Rancho Mirage) — курортный город в округе Риверсайд, Калифорния, США. По переписи 2010 года численность населения составляла 17218 человек. Расположен в долине Коачелья в 15 км к юго-востоку от Палм-Спрингс. Город известен своими площадками для гольфа, а также как место жительства многих знаменитостей.
В городе располагается поместье Саннилэндс, в котором в разное время отдыхали такие звёзды как Фрэнк Синатра, Боб Хоуп, Фред Астер и Джинджер Роджерс. Также в нём останавливались президенты США Ричард Никсон, Рональд Рейган и Джеральд Форд. Президент Барак Обама также использовал поместье для встреч на высшем уровне с мировыми лидерами во время его администрации. В Ранчо-Мираж находится Центр Бетти Форд, всемирно известный центр реабилитации наркомании, входящий в состав Медицинского центра Эйзенхауэра.